# Eleccions generals d'Irlanda del Nord de 2003
Les eleccions generals a Irlanda del Nord de 2003 foren les segoness eleccions a la nova Assemblea d'Irlanda del Nord de 108 membres i es van celebrar el 26 de novembre de 2003. El partit més votat fou el PDU d'Ian Paisley, i el segon fou el Sinn Féin. El PUU és desplaçat al tercer lloc. Molts partits petits, unionistes o no, van perdre representació. No s'arriba a acord per a formar govern.
| Partit                               | Líder             | Vot popular | %     | Escons | Repartiment |
| Partit Democràtic Unionista          | Ian Paisley       | 177.944     | 25,7% | 30     | +10         |
| Sinn Féin                            | Gerry Adams       | 162.758     | 23,5% | 24     | +6          |
| Partit Unionista                     | David Trimble     | 156.931     | 22,7% | 27     | -1          |
| SDLP                                 | Mark Durkan       | 117.547     | 17,0% | 18     | -6          |
| Aliança                              | David Ford        | 25.372      | 3,7%  | 6      |             |
| Independentistes                     | Kieran Deeny      | 20.234      | 2,9%  | 1      | +1          |
| Partit Unionista Progressista        | David Ervine      | 8.032       | 1,32% | 1      | -1          |
| Coalició de Dones d'Irlanda del Nord | Monica McWilliams | 5.785       | 0,8%  |        | -2          |
| Partit Unionista del Regne Unit      | Robert McCartney  | 5.700       | 0,8%  | 1      | -4          |
| Coalició Unionista Unida             | Denis Watson      | 2.705       | 0,4%  |        |             |
| Verds                                | John Barry        | 2.688       | 0,4%  |        |             |
| Aliança Socialista Ambiental         | Goretti Horgan    | 2.394       | 0,4%  |        |             |
| Workers Party                        | Séan Garland      | 1.881       | 0,3%  |        |             |
| Conservadors                         | Michael Howard    | 1.604       | 0,2%  |        |             |
| Partit Unionista d'Irlanda del Nord  | Cedric Wilson     | 1.350       | 0,2%  |        |             |
| Socialistes                          | Peter Hadden      | 343         | 0,0%  |        |             |
| Total                                |                   | 692.028     | 100%  | 108    |             |